# Thionine (protéine)
 (mai 2025).
Pour les articles homonymes, voir thionine.

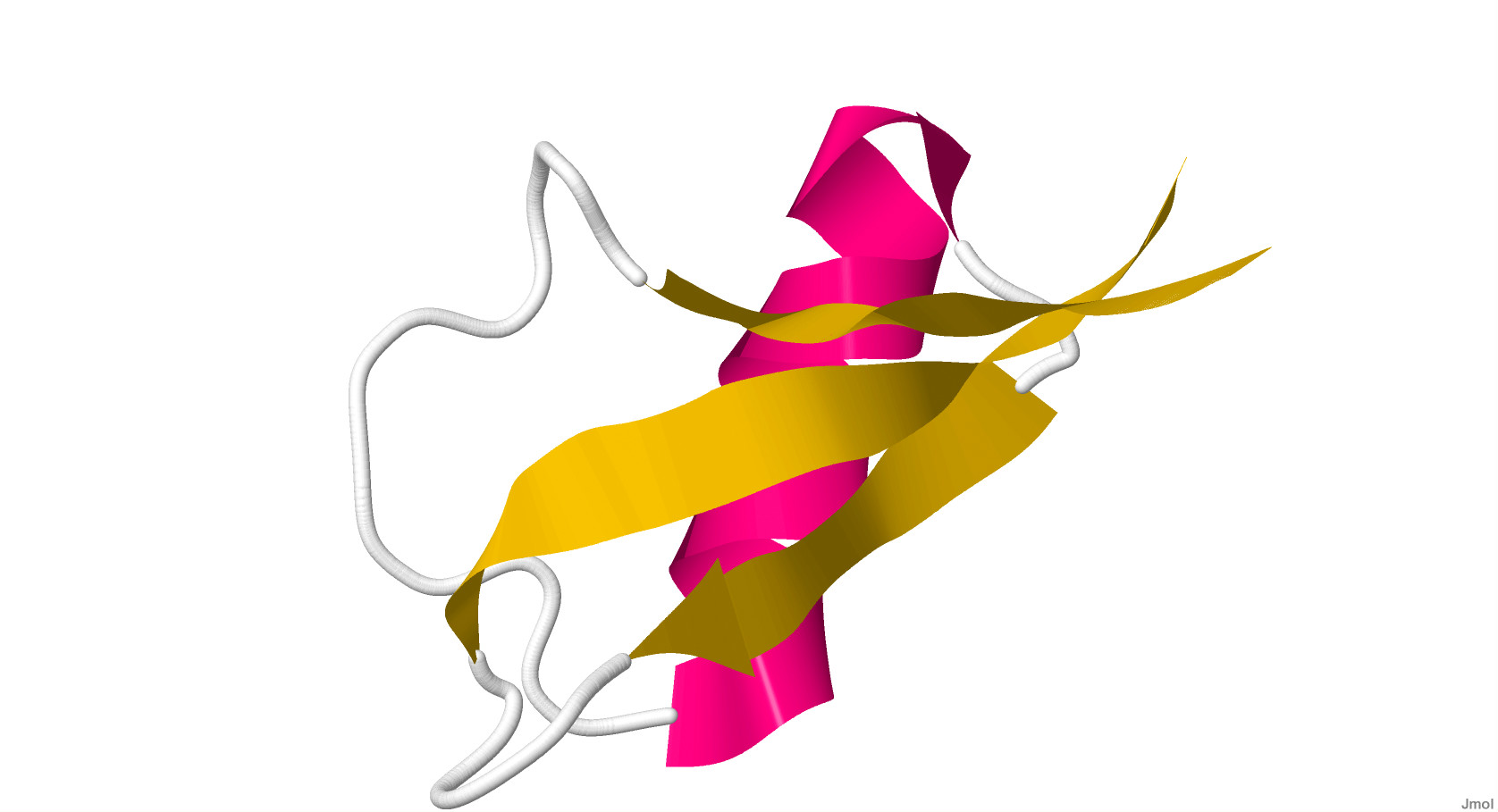
Gamma 1-h Thionin

Les Thionines sont une famille de peptides présentes dans les plantes. Une thionine est constituée de 45 à 48 acides aminés, dont 6 à 8 cystéines formant 3 à 4 ponts disulfures.

## Propriétés cytotoxiques
Certaines thionines ont des propriétés cytotoxiques. C'est pourquoi elles sont une piste intéressante pour le développement de nouveaux médicaments contre le cancer, bien que jusqu'à présent aucune thionine ne soit utilisée au stade clinique.